# Aluminiumdiboride
Aluminiumdiboride (AlB2) is een chemische verbinding bestaande uit het metaal aluminium en de metalloide boor. Het is een van de twee bekende verbindingen van aluminium en boor. De andere is AlB12. Beide verbindingen worden wel aangeduid met aluminiumboride.
Structureel vormen de boor-atomen grafiet-achtige vlakken waar de aluminium-atomen zich tussenin bevinden. De structuur lijkt hiermee erg op de van magnesiumdiboride. Eenkristallen van AlB2 vertonen een met de metalen vergelijkbare geleidbaarheid in de richting van de hexagonale boor-vlakken..
Aluminiumboride wordt beschouwd als een gevaarlijke stof omdat het onder ontwikkeling van giftige gassen met zuren en waterstofgas reageert. Zo reageert het met zoutzuur tot diboraan en aluminiumchloride.
De kristalstructuur van AlB2 wordt vaak gebruikt als het prototype voor de structuur van  intermetallische verbindingen.